# بيدير هانسن (قسيس)
بيدير هانسن هو قسيس نرويجي، ولد في 8 مايو 1746 في كوبنهاغن في الدنمارك، وتوفي في 26 أكتوبر 1810 في أودنسه في الدنمارك.